# Гънс Ен Роузис
„Гънс Ен Роузес“ (на английски: Guns N' Roses) е американска хардрок група, станала популярна в края на 1980-те и началото на 1990-те години.

## История

### Формиране (1982 – 1986)
Guns N`Roses е една от най-известните музикални групи през 90-те години на 20 век. Макар петимата членове на състава да се събират за първи път през лятото на 1985 г., историята им започва още през 1982 г., когато Джеф Изабел и Бил Бейли пристигат в Лос Анжелис от Лафайет, Индиана, и скоро променят имената си съответно на Изи Страдлин и Аксел Роуз.
Роден в Лафайет на 6 февруари 1962 г. и отгледан като Бил Бейли, най-възрастният син на Л. Стивън и Шарон Бейли, Аксел, по думите на Слаш „е просто поредното копие на аятолаха“. Неговият истински баща, местният бунтар Уилям Роуз, напуска майка му, когато Бил е още дете. Скоро след това майка му се омъжва повторно, новият ѝ съпруг Стивън осиновява Бил и неговия по-малък брат Стюарт и им дава своето презиме. Макар че години по-късно Аксел ще твърди, че смята своя пастрок за свой „истински баща“, той е вбесен, когато като тийнейджър открива истината. Започва да се бори със своите родители и известява всичките си приятели, че в бъдеще трябва да го наричат У. Роуз – името, с което е роден. Той е на седемнадесет години и за пръв път си пуска дълга коса, когато започва сериозно да мисли за сформирането на група. Като дете взема уроци по класическо пиано и дори пее в местния църковен хор заедно с брат си и сестра си. Скоро стават известни като „Триото Бейли“. Постепенно се включва в различни местни групи, една от които се нарича Аксел. Това става негов прякор – много по-лесно от У. Роуз. След разпадането на състава прякорът му си остава. По-късно през 1986 г., преди Guns N`Roses да сключат договор с Geffen, той си променя официално името на У. Аксел Роуз. Винаги е заявявал, че акронимът, образуван от името му WAR е чиста случайност, въпреки че местната полиция несъмнено е на друго мнение.
Джеф Изабел-Изи е роден в Лафайет на 8 април 1962 г. Той е и единственият член на състава, който има диплома за завършено гимназиално образование. Изи е роден за живота на странстващ рокер, той избира китарата. Докато Аксел е целият огън и ненавист, Изи е циникът на групата, който обича да се вмъква и да се изнизва тихо от стаята, незабележим като призрак. По-сдържан от Аксел, макар и не по-малко емоционален. Когато през 1982 г. Изи заминава за Калифорния, Аксел бързо го последва. Идеята е да основат група. Но първо трябва да свикнат с новото място. „Спомням си как две години висях на Трубадур и никой не ми говореше – спомня си Аксел – И аз не знаех какво да им кажа, така че само гледах и се учех доста дълго време…“
Те спят на пода и живеят на издръжка на свои приятелки, които ги хранят и от време на време им дават пари. Първата група, която се опитват да създадат, се нарича просто „Роуз“. В нея свири Крис Уебър, който е съавтор на песента Anything Goes (Всичко върви), появила се по-късно в първия албум на Guns N`Roses. Но с недостатъчно истинско оборудване и никакъв опит групата в крайна сметка се разпада. През 1984 г. Изи за кратко свири с група наречена London, докато Аксел съвместно с китариста Трейси Гънс свирят в „Ел Ей Гънс“. Не след дълго Аксел убеждава Трейси да напусне собствената си група и заедно с Изи сформират първият състав на Guns N`Roses. Първоначално за име са обсъждани имена, като AIDS и Amazon Head. Барабанистът в първоначалния състав на групата е Роб Гардънър, местно момче и техен познат. Но на баса е Дъф Маккагън, намерен по обява, която Аксел пуска в местен вестник. Роден като Майкъл Маккагън в Сиатъл, Вашингтон, на 5 февруари 1965 г., най-малкото от осем деца. „Дъф е моето пънкарско име“ – пояснява той. Дъф израства сред музика, баща му пее в един бръснарски квартет и повечето от неговите братя и сестри умеят да свирят поне на един инструмент. Неговият брат Брус му дава първите уроци по китара. В различни периоди Дъф се пробва на китара и барабани, но басът си остава неговото призвание. Преди да отговори на обявата на Аксел, Дъф за кратко се мотае в Лос Анджелис с двама пияници и куче в група, наречена „Роуд Крю“. Ядрото се състои от китарист – Слаш, и барабанист – Стивън Адлър. „Роуд Крю“ постоянно търсят музиканти, защото никой освен тях двамата не остава за дълго. Дъф получава номера на Слаш и му се обажда, мислейки, че това ще бъде някой стар пънкар с подобно име. „Едва го разбрах по телефона – спомня си по-късно Дъф – Но той каза, че харесват Aerosmith, Alice Cooper, AC/DC и Motorhead и аз си казах, ще се пробвам…“
Прослушването на Дъф е на кафе в бара в един еврейски деликатесен магазин, където Слаш често се шляе по онова време. Дъф все още изглежда като пънкар, с коса вдигната на горе, боядисана в огнено червено, с черни и руси кичури. Така за кратко време през пролетта на 1985 г., Дъф се присъединява към „Роуд Крю“ на Слаш и Стивън. Но репетициите са толкова нарядко, колкото и представленията на живо. Това го кара да започне периодично да преглежда обявите в местната преса. Там открива телефонния номер на Аксел. „Този състав наистина беше много зле – признава Дъф с усмивка, която се отнася за първия Guns N`Roses – Започнах да се чудя защо въобще се занимавам с групи, които са също толкова смотани, колкото тези с които дотогава бях свирил у дома в Сиатъл…“
Ключов момент за групата е напускането на Трейси и Роб, които се изнизват от поредица ангажименти, които Дъф с доста зор е уредил. Остават броени дни до първата дата на представлението в Сиатъл и тогава разгневеният Дъф се сеща да доведе приятелите си от „Роуд Крю“ – Слаш и Стивън. „Ние със Стивън отново бяхме останали дуо и когато Дъф ми се обади, бях решил да приема поканата му с цел да отмъкна Аксел за моя собствен състав…“ – спомня си Слаш.
Соул Хъдсън, наречен Слаш, е роден в Стоук он Трент, Англия, на 23 юли 1965 г., и е най-възрастният син (има по-малък брат – Аш) в семейството на чернокожа американка Ола и белия англичанин Тони. И двамата му родители са свързани в музикалния бизнес: Тони е графичен дизайнер (виж обложката на албума Court and Spark на Joni Mitchell); Ола като дизайнер на дрехи и костюми за различни кино продукции, най-известната от които е дебютът на David Bowie във филма The Man Who Fell to Earth (Човекът, който падна на земята; 1976).
Когато бракът на родителите му се разпада, Слаш се мести с баща си в Калифорния. Поради връзките на семейството му с музикалния бизнес, още като тийнейджър, Слаш разполага с огромна колекция от плочи – не само рок, а всички стилове в популярната музика. „Винаги съм харесвал музиката. Слушах „Дъ Ху“, Joni Mitchell, Лед Зепелин, „Ролинг Стоунс“, Chaka Khan и други от тоя сорт. Просто всичко, което имах“. Въпреки музикалната закалка, идеята да започне да свири на даден инструмент и да започне да прави собствена музика никога не му е идвала на ума. Стивън е човекът, който му показва за първи път електрическа китара на живо. „Тогава не знаех каква е разликата между бас и соло китара. Избрах солото, защото просто имаше повече струни.“
Роден в Кливланд, Охайо, на 22 януари 1965 г., Стивън Адлър се мести със семейството си в Калифорния като дете. Преди да хване палките Стивън дълго време се пробва като китарист, но когато са на седемнадесет способностите на Слаш са на светлинни години пред неговите и той зарязва китарата, като за известно време се представя като певец и фронтмен на една от гаражните групи, с които по това време свири Слаш. Когато разбира, че не го бива за тази работа, започва да бие върху тенджери и тигани, открива че има мерак за това и започва да спестява, за да си купи първия комплект барабани. „Роуд Крю“ беше велика малка група" – винаги ще настоява Слаш. – Нещо като Metallica днес, но без певец…"
След два дни и тридесет и шест часа непрекъснати репетиции Аксел, Изи, Дъф, Слаш и Стивън се натоварват в една кола на общ приятел и през юни 1985 г., се отправят на първото турне, като Guns N`Roses. То набързо е кръстено на „The Hell Tour“. На около стотина мили от Лос Анжелис обаче колата отказва да работи и неудържима, групата слиза и затътря крака по шосето.
„Стояхме всички край пътя, облечени в сценичните си костюми – припомня си Дъф със смях – Пет типа в прилепнали раирани панталони и ботуши насред Орегон. Накрая, след като най-после се добрахме до Сиатъл, трябваше да свирим с чужда апаратура и бяхме просто сразени. Това ни беше първото представление и тръгна зле. Въобще всичко отиваше от лошо на по-лошо. Но свиренето ни ставаше все по-добро и знаехме, че ако издържим това, нещата ще се наредят…“
Първото им появяване в Лос Анджелис е в „Трубадур“ – предпочитан клуб за свирене на прохождащите групи в Западен Холивуд. От края на 1985 до началото на 1986 г., Guns N`Roses работят усърдно и си създават репутация в печално известни лосанджелиски свърталища като Whiskey A GoGo, Roxy и др.

### Пробив на голямата сцена и Appetite for Destruction (1986 – 1988)
През първите няколко седмици на 1986 г., групата обядва за сметка на всяка по-голяма звукозаписна компания в Холивуд. Накрая екипът на Том Зутаут и Geffen ги печелят, като убеждават групата, че те ще бъдат оставени да си правят нещата по свои начин и на 25 март 1986 г., Guns N`Roses подписват първия си договор. Следващите няколко месеца минават в непрестанни опити от страна на Зутаут да осигури опитен и професионален мениджмънт на групата. Първата кандидатура е за мениджъра на Aerosmith Тим Колинс. Той е поканен специално от Geffen на представление в Roxy. След концерта се оттеглят в хотелския апартамент на Колинс за късна вечеря и неофициална дискусия относно техните бъдещи планове. „Изглежда всичко върви нормално – мисли си Зутаут. – Изи е буден, Аксел не е груб.“ Но когато Колинс се оттегля в спалнята си, за да подремне, групата продължава да пие и прави сметка за 500 $ на негово име. На сутринта Колинс решава, че е видял достатъчно и се отказва от сделката. Най-накрая през август те подписват договор с компанията на Алън Нивен „Стравински Брадърс“, успяла да предвиди възхода на още един състав, който скоро ще има платинен статус в САЩ – Great White. Но дори и те признават, че са взели групата с известно безпокойство. „Когато подписахме с тях – споделя по-късно Нивен – не знаех какво да очаквам. Когато чух първия им албум, си мислех, че ще бъде добре, ако продадем 200 000 копия. А ако някой ми беше казал, че ще направим и №1 хит, просто щях да му се изсмея в лицето.“ До края на 1986 г., групата се затваря в Rumbo Records, подготвяйки записите, определени за техния дебют Appetite for Destruction.
Първоначално той е заплануван да излезе в края на годината, но ранните записи трябва да бъдат отложени поради нужното време на Слаш и Изи да се отърват от зависимостта си към хероина. Притеснени да не загубят набраната инерция, Geffen пускат плоча със записи на живо озаглавена Live?!*@ Like a Suicide!  в ограничен тираж от 10 000 копия. Плочата включва четири парчета, които не са предвидени да влязат в очаквания дебют: две техни песни Reckless Life (Безмилостен живот) и Move to The City (Преместване в града), плюс два кавъра – Mama Kin (Мама Кин) на Aerosmith и Nice Boys Don`t Play Rock `n Roll (Добрите момчета не свирят рок) на Rose Tattoo. Междувременно Geffen обявяват и датата за техния дебют – 31 юли 1987 г., и че тяхното първо турне в САЩ ще се предхожда от три концерта в Англия в небезизвестния The Marquee Club в Лондон на 19, 22 и 28 юни.
Appetite for Destruction (Апетит за разрушение) е издаден на 31 юли 1987 г. продуциран от ветерана Майк Клинк, работил преди това с Heart, Ozzy Ousborne и Survivor. Албумът съдържа дванадесет песни, като три от тях влизат в челната десетка на Billboard Top 100. Сингълът Sweet Child O`Mine (Сладко мое дете) е и първият им №1 хит в САЩ. Година по-късно и самият албум ще оглави Billboard Top 200, като ще се превърне в най-продавания дебют в музикалната история с тираж от 18 млн. копия само в САЩ.

### GN`R Lies (1988 – 1990)
Осемнадесет месеца по-късно на 5 декември 1988 г., Geffen пускат на пазара GN`R Lies; The Sex, Drugs and Rock n`Roll. Албумът включва четирите парчета от Live?!*@ Like a Suicide! плюс четири нови акустични парчета записани с Майк Клинк в Лос Анжелис година по-рано: Patience (Търпение), I Used To Love Her (Обичах я), You`re Crazy (Ти си луд) и One in A Million (Един на милион). За техните предани фенове GN`R Lies е достатъчно нов, за да достигне платинен статус в САЩ. Дизайнът на обложката умишлено пародира британските сензационни вестници, които толкова несправедливо ги обругават след злополучния инцидент в Донингтън, където двама техни фенове намират смъртта си. През пролетта на 1989 г., Guns N`Roses са съпорт при завръщането на сцената на едни от класиците на рока – The Rolling Stones. Поканата за турне със „Стоунс“ говори красноречиво, че в края на 80-те Guns N`Roses са безспорно най-популярната американска рок група.
Материал за нов албум обаче няма и това води до скандал с Geffen, макар че не се стига до анулиране на договора с оправданието, че все пак групата участва в едно-от най-големите турнета на годината. Въпреки клетвите за въздържаност и безкрайните твърдения за праведност и сплотеност, новото десетилетие започва за Guns N`Roses така, както е завършило старото: в клюкарските колони, а не както им се иска – в студио със записи. На 22 януари Слаш и Дъф посещават „Американските награди за музика“; сериозно събитие, което се провежда всяка година в „Шрайн Аудиториум“ в Лос Анжелис и се излъчва на живо по телевизията в цяла Америка. Залитайки по подиума, за да получат първите две награди, с бутилка вино в ръце, Слаш произнася думата „shit“. Вторият път, когато Слаш започва своята реч „Искам да благодаря на шибаните – оп!“ поканената тълпа, предимно застаряващи индустриални барони в смокинги и техните дами видимо се оживи.
Очевидно пияният китарист се опита да спаси положението, като продължи с благодарности за рекламния отдел на Geffen за това „че ни откриха“, както и на мениджърите на групата, които „fucking ни доведоха дотук“.
На мястото на изгонения Стивън Адлър (заради острата му зависимост към хероин) Guns N'Roses привличат барабанистът на The Cult – Мат Соръм, познат на групата от съвместното им турне през 1988 г. През пролетта на 1990 г., Guns N'Roses записват кавър по парчето на Боб Дилън Knockin` On Heavens Door (Чукам на райската врата: 1973), като санундтрак към филма „Days of Thunder“ с Том Круз в главната роля. През септември Warner Bros. пускат на пазара компилацията Nobody's Child: Romanian Angel Appeal, благотворителен жест за пострадалите румънски деца след събитията в Румъния в края на 1989 г. Групата е включена с песента Civil War (Гражданска война). В края на същата година Guns N`Roses печелят „Американските музикални награди“ в пет категории: „Най-добър хевиметъл/хардрок албум“, за „Най-добър хевиметъл/хардрок изпълнител“ и за „Най-добра хардрок песен“ за „Sweet Child O`Mine“.
Работата по новия албум започва най-после през лятото на 1990 г. Основните тракове са тридесет и шест и биват записани само за две седмици. Междувременно Слаш, отказвайки с неохота едно предложение на Дейвид Бауи за пътуване до Австралия и записа на няколко китарни сола за новия албум на Teen Machine, Слаш става първият китарист в историята, който спечели особеното отличие да е свирил на албумните сешъни с Боб Дилън и Майкъл Джексън. Датата за запис на Дилън се оказва неудачна, тъй като Боб иска от него само да „подрънка на китара като Джанго Райнхарт“ на един трак, преди в крайна сметка да изтрие неговата партия от готовия трак. Той обаче свири в три песни от новия албум на Джексън Dangerous.
„Това е най-стерилният творчески процес, в който съм участвал – разкрива Слаш – Всичко се изгражда от образци; използват се същите барабанен бийт и акорди, после се добавят неща, за да стане различно на някои места. Това е толкова различно от онова, което правим ние. Майкъл наема цялото студио за десет години напред, а се появява веднъж месечно. Вероятно никога няма да го срещна. Странно е някак си…“

## Състав
| Сегашни членове - Аксел Роуз – вокали, пиано, клавиши (1985– ) - Слаш – китара (1985 – 1994; 2016-) - Дъф Маккаган – бас, беквокали (1985 – 1996; 2016-) - Дизи Рийд – пиано, клавиши, беквокали (1990– ) - Ричард Фортъс – китара, беквокали (2001– ) - Мелиса Рийз – клавиши, беквокали (2016-) - Франк Ферър – барабани (2006– ) |  | Предишни членове - Изи Страдлин – китара (1985 – 1991) - Трейси Гънс – китара (1985) - Оле Бейх – бас (1985) - Роб Гарднър – барабани (1985) - Стивън Адлър – барабани (1985 – 1990) - Мат Соръм – барабани (1990 – 1997) - Гилби Кларк – китара (1991 – 1994) - Пол Тобиас – китара, пиано (1994 – 2002) - Робин Финк – китара, клавиши (1997 – 1999; 2000 – 2008) - Джош Фрийс – барабани (1998 – 1999) - Бъкетхед – китара (2000 – 2004) - Браян Мантия – барабани (2000 – 2006) - Рон Тал – китара, беквокали (2006 – 2014) - DJ Ashba – китара, беквокали (2009 – 2015) - Томи Стинсън – бас, беквокали (1998 – 2016) - Крис Питман – клавиши (1998 – 2016) |

## Дискография
Гънс ен` Роузес имат издадени 5 албума:
| - Appetite for Destruction – 1987 г., 18 млн. копия в САЩ - G N' R Lies – 1988 г., 5 млн. копия в САЩ - Use Your Illusion I – 1991 г., 7 млн. копия в САЩ - Use Your Illusion II – 1991 г., 7 млн. копия в САЩ - The Spaghetti Incident? – 1993 г., 1 млн. копия в САЩ - Chinese Democracy – 2008 г., 1 млн. копия в САЩ - Live Era '87-'93 – 1999 г. - Appetite for Democracy 3D – 2014 г. - Use Your Illusion – 1998 г. - Greatest Hits – 2004 г., 5 млн. копия в САЩ - Live ?!*@ Like a Suicide – 1986 г. - Live from the Jungle – 1988 г. - The "Civil War" EP – 1993 г. | Освен това издават много плочи със сингли които са продадени в многомилионни тиражи. - Welcome To The Jungle – 1987 - Sweet Child O' Mine – 1987 - Paradise City – 1988 - Patience – 1988 - Don't Cry – 1991 - November Rain – 1991 - Yesterdays – 1992 - Civil War – 1992 - Knockin' On Heaven's Door – 1992 - Estragned – 1992 - You Could Be Mine – 1992 - Since I Don't Have You – 1993 - Oh My God (End of Days soundtrack) – 1999 - Better (LP version) – 2008 - Chinese Democracy – 2008 |